# Добров, Семён Константинович
Семён Константи́нович Добро́в (14 сентября 1913 года, с. Усть-Камышта, Минусинский округ, Енисейская губерния, Российская империя — 1 мая 1995 года, Абакан, Республика Хакасия) — первый хакасский профессиональный журналист, общественный деятель. Главный редактор газеты «Ленин чолы (Ленинский путь)» (1939 — с перерывами до 1974), газеты «Советская Хакасия» (1943—1944), собственный корреспондент газеты «Правда» (1945—1951). Член Союза журналистов СССР (1964). Заслуженный работник культуры РСФСР (1973).

## Биография
Родился в семье батрака Унаса (Константина) Доброва четвёртым ребёнком (старшие — Ольга, Роман, Макар). Учился в школе крестьянской молодежи. С 1930 года — помощник счетовода, ликвидатор неграмотности, пропагандист «Красной юрты», организатор колхозной жизни. Журналистскую деятельность начал 1 апреля 1932 года переводчиком с русского на хакасский язык, затем — редактором отдела в газете «Хызыл аал (Красная деревня)» (с 1959 года — «Ленин чолы»). С 1933 года — руководитель издания газеты «Комсомолец Хакасии» на хакасском языке. В 1936—1939 годах обучался в Ленинградском коммунистическом институте журналистики имени В. В. Воровского, по окончании назначен редактором газеты «Хызыл аал». В 1939 году вступил в члены ВКП(б).
В 1943 году утверждён редактором газеты «Советская Хакасия». В июне 1944 года послан в Москву, где окончил полугодичные Центральные газетные курсы при ЦК ВКП(б) и приступил к работе собкором «Правды» по Киргизской ССР. По требованию Хакасского обкома партии в 1945 году был отозван в Абакан и вновь утвержден редактором областной газеты. Но в конце 1945 года — назначается собкором «Правды» по Казахской ССР.
В 1951 году вернулся в Хакасию редактором газеты «Хызыл аал». В 1954—1960 годах работал заведующим отделом пропаганды и агитации Хакасского обкома КПСС. И затем вновь, до выхода на пенсию в 1974 году, возглавлял коллектив областной газеты на хакасском языке.
Неоднократно избирался членом Хакасского обкома и Абаканского ГК КПСС, депутатом Совета депутатов трудящихся Хакасской автономной области, членом Ученого совета Хакасского научно-исследовательского института языка, литературы и истории, председателем бюро Клуба творческой интеллигенции, редактором литературно-художественного альманаха «Ах-Тасхыл».
Был награждён орденами Трудового Красного знамени, «Знак Почета», медалями.